# Okavango-Pelomeduse
Die Okavango-Pelomeduse (Pelusios bechuanicus) ist eine an Wasser gebundene Art der Halswender-Schildkröten, die zu der Familie der Pelomedusenschildkröten zählt.

## Erscheinungsbild
Die Okavango-Pelomeduse erreicht eine Carapaxlänge von bis zu 33 Zentimeter. Die Weibchen werden etwas größer als die Männchen. Die Farbe des Rückenpanzers ist schwarz bis dunkelbraun und weist gelegentlich eine gelborange Markierung auf. Der Bauchpanzer ist überwiegend schwarz mit gelegentlich einem gelblichen Zentrum in der Mitte.
Der Kopf ist groß mit einer spitz auslaufenden Schnauze. Die Kopffarbe ist einheitlich schwarz mit einer gelblichen Zeichnung. Die Haut an Hals und an der Oberseite der Läufe ist hellgrau und spielt etwas ins gelbliche. Jeder Fuß weist fünf Krallen auf. An den Vorderläufen ist die dritte Kralle die längste. An den Hinterfüßen ist es die zweite.

## Verbreitungsgebiet und Lebensraum
Das Verbreitungsgebiet der Okavango-Pelomeduse umfasst das Okavangodelta, das Marschgebiet in der Nähe von Linyanti und Teile des Sambesi-Flusses. Ihr bevorzugter Lebensraum sind tiefe, klare Gewässer mit einem reichen Pflanzenwachstum. Sie kommt sowohl in Flüssen als auch in Sümpfen vor.

## Ernährungsweise und Fortpflanzung
Die Okavango-Pelomeduse ist eine sehr scheue Schildkrötenart, die bislang nur wenig erforscht ist. Ihre Nahrung besteht überwiegend aus Fischen und Wirbellosen. Die Paarungszeit fällt in den frühen Sommer. Die Weibchen legen ihre Gelege, die zwischen 21 und 48 Eier umfassen, in feuchte Erde. Die Eier sind von elliptischer Form. Über die Inkubationszeit bis zum Schlupf der Schildkrötenjungen liegen keine ausreichenden Daten vor.

## Belege